# 加朗西耶尔
加朗西耶尔（法語：Garancières，法語發音：[ɡaʁɑ̃sjɛʁ]）是法国伊夫林省的一个市镇，属于朗布依埃区。

## 地理
加朗西耶尔（48°49'19"N, 1°45'17"E）面积10.69 平方千米，位于法国法蘭西島大區伊夫林省，该省份为法国北部内陆省份，北起瓦兹河谷省，西接厄尔省，西南接厄尔-卢瓦省，东南接埃松省，东临上塞纳省。
与加朗西耶尔接壤的市镇（或旧市镇、城区）包括：欧图耶、贝乌斯特、布瓦西桑萨瓦尔、弗莱克桑维尔、拉克莱西夫林、维利耶勒马约。

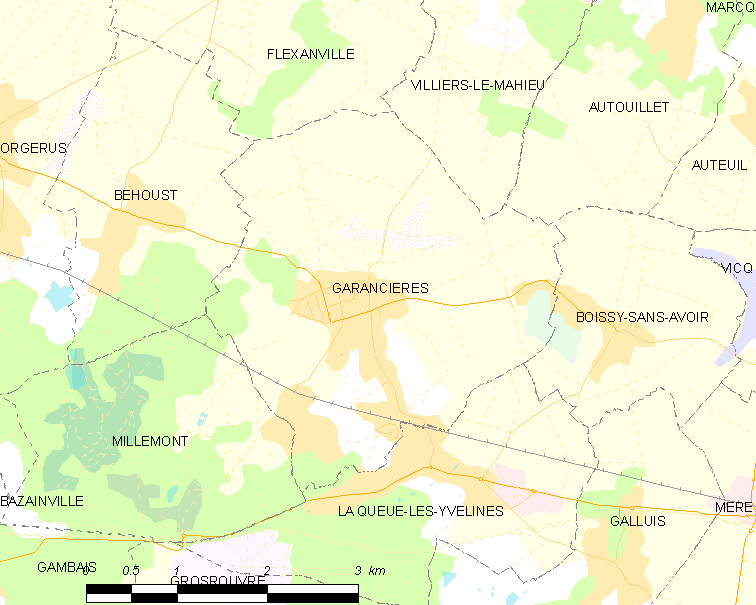
加朗西耶尔的OSM定位图

加朗西耶尔的时区为UTC+01:00、UTC+02:00（夏令时）。

## 行政
加朗西耶尔的邮政编码为78890，INSEE市镇编码为78265。

## 政治
加朗西耶尔所属的省级选区为欧贝让维尔县。

## 人口

1962-2008年间加朗西耶尔人口变化图示

加朗西耶尔于2022年1月1日时的人口数量为2577人。